# Ocean View (Delaware)
Ocean View es un pueblo ubicado en el condado de Sussex en el estado estadounidense de Delaware. En el año 2000 tenía una población de 1,006 habitantes y una densidad poblacional de 191 personas por km².

## Geografía
Ocean View se encuentra ubicado en las coordenadas 38°32′27″N 75°5′49″O / 38.54083, -75.09694.

## Demografía
Según la Oficina del Censo en 2000 los ingresos medios por hogar en la localidad eran de $47,500, y los ingresos medios por familia eran $52,125. Los hombres tenían unos ingresos medios de $37,614 frente a los $31,333 para las mujeres. La renta per cápita para la localidad era de $27,188. Alrededor del 2.8% de la población estaban por debajo del umbral de pobreza.

## Localidades adyacentes
Diagrama de las localidades a un radio de 16 km a la redonda de Ocean View.